# Kąt (Kępie Zaleszańskie)
Kąt – część wsi Kępie Zaleszańskie w Polsce, położona w województwie podkarpackim, w powiecie stalowowolskim, w gminie Zaleszany.
W latach 1975–1998 Kąt należał administracyjnie do województwa tarnobrzeskiego.